# Rudolf Karel

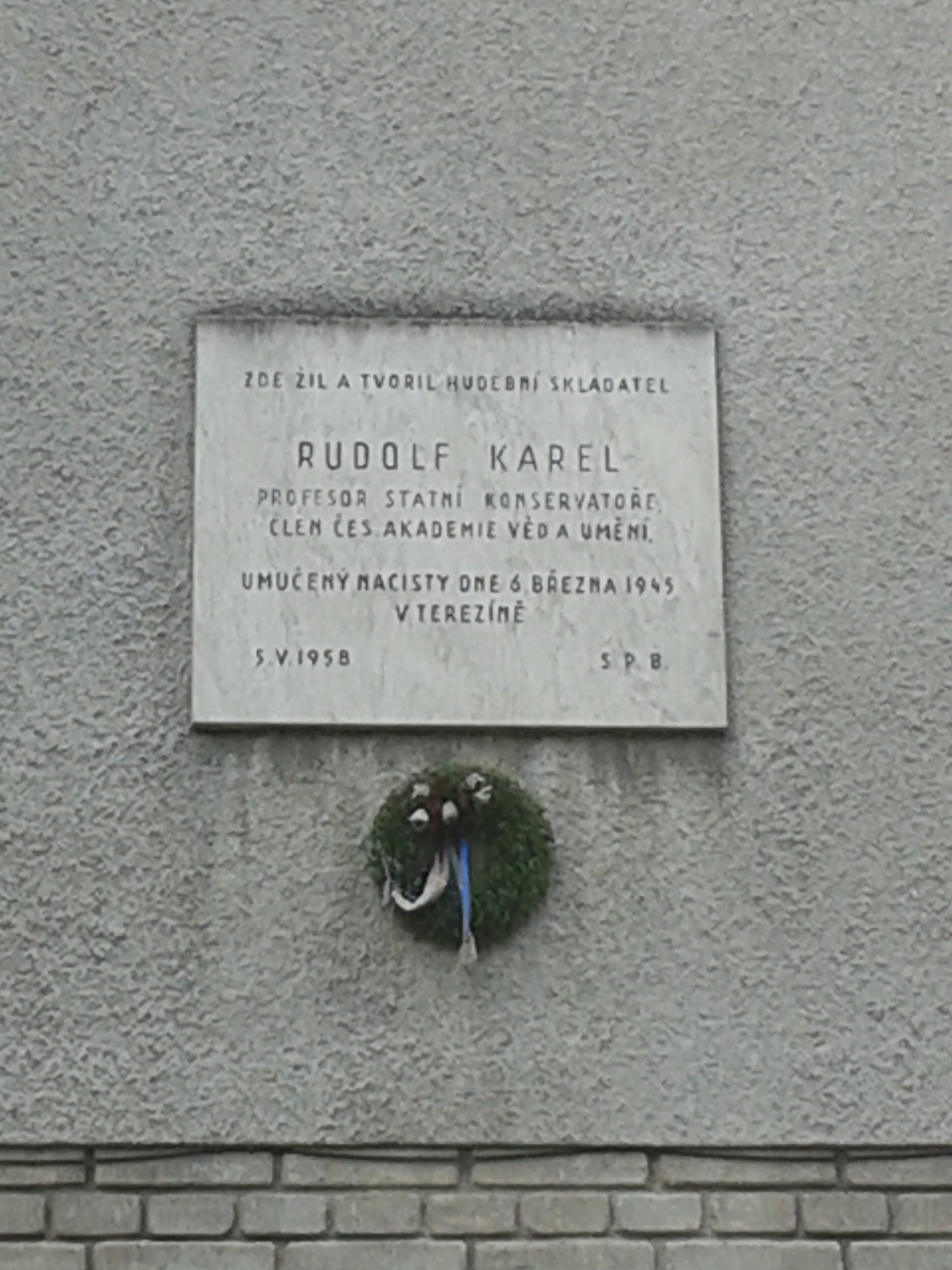
Targa commemorativa sulla casa di Karel

Rudolf Karel (Plzeň, 9 novembre 1880 – Terezín (ghetto di Terezín), 6 marzo 1945) è stato un compositore e direttore d'orchestra ceco.

## Biografia
Rudolf Karel era figlio di un povero impiegato delle ferrovie. Studiò composizione dal 1899 al 1904 con Antonín Dvořák e organo con Josef Klička a Praga. A Praga prese parte alla resistenza e nel marzo del 1943 fu arrestato. Dopo essere stato internato nella prigione di Pankrác per due anni (1943-1945) Karel fu inviato al campo di concentramento di Theresienstadt, dove dopo un mese morì di dissenteria. Theresienstadt veniva spesso usato come punto di transito per Auschwitz ma usato come "campo modello" dove le arti erano in una qualche misura tollerate; vi arrivarono anche un certo numero di artisti e compositori, tra cui Pavel Haas, Viktor Ullmann, Hans Krása e Gideon Klein.
Fu in una cella di Terezín che lavorò alla sua opera fiabesca in cinque atti Three Hairs of the Wise Old Man (Tre capelli del vecchio saggio), componendola su carta igienica, usando matita o carbone medicinale. I 240 fogli contenenti uno schema dettagliato dell'opera furono segretamente passati a un guardiano amichevole. Le orchestrazioni furono completate dopo la sua morte e dai suoi appunti dal suo allievo Zbynek Vostrak.
Il suo nonetto, più volte eseguito e registrato, sebbene lasciato incompleto alla sua morte, fu composto (quello che è rimasto) tra gennaio e febbraio 1945. Fu presentato per la prima volta in un'orchestrazione/completamento di František Hertl per una prima a dicembre 1945.

## Opere scelte

### Pianoforte
- 1910 Tema e variazioni op.13

### Opera
- 1909 Islein's heart (Ilseino srdce)
- 1932 Gevatterin death op.30
- 1944 Opera: Three hairs of the all-knowing Greis (Tre capelli del vecchio saggio)

### Orchestra
- 1904/1911 Scherzo Capriccio op.6
- 1909 Sinfonia di ideali op.11
- 1914 Sinfonie per violino e orchestra op.20
- 1918/1920 Sinfonia Démon op.23
- 1921 Sinfonia Renaissance op.15
- 1938 spring info. never (?) op.38
- 1941 Ouverture Revolution Op.39

### Musica da camera
- 1903 Primo quartetto per archi in re minore op.3[4]
- 1910 Secondo quartetto per archi in mi bem. magg. op.12[4]
- 1912 Sonata per violino in re minore op.17[4][5]
- 1915 Quartetto per pianoforte op.22[4]
- 1936 Terzo quartetto per archi op.37
- 1945 Nonetto (incompleto) op.43